# 戴里奧·沙拉
戴里奧·阿爾拔圖·沙拉（西班牙語：Darío Alberto Sala，1974年10月17日—），生于科爾多瓦，阿根廷职业足球运动员，现效力于美國職業足球大聯盟球会FC達拉斯。